# Condado de Villalobos
El condado de Villalobos es un título nobiliario español creado por el rey Felipe IV de España en 10 de noviembre de 1638, con Real Despacho del 22 de enero de 1639 a favor de Juan Antonio Pacheco y Osorio, para los primogénitos de su Casa, para recompensar los servicios y méritos de su padre, Rodrigo Pacheco y Osorio, III marqués de Cerralbo y virrey de la Nueva España.

## Denominación
El título está asociado a la localidad zamorana de Villalobos.

## Lista de los condes de Villalobos
|                        | Titular                                                    | Periodo                |
| Creación por Felipe IV | Creación por Felipe IV                                     | Creación por Felipe IV |
| ---------------------- | ---------------------------------------------------------- | ---------------------- |
| I                      | Juan Antonio Pacheco y Osorio                              | 1639-1680              |
| II                     | Leonor de Velasco y la Cueva                               | 1680-1689              |
| III                    | Fernando Nieto de Silva Pacheco y Ruiz de Contreras        | 1689-1695              |
| IV                     | José Nieto de Silva y Guzmán                               | 1695-¿?                |
| V                      | Isabel María Nieto de Silva Pacheco y Guzmán               | ¿?-1736                |
| VI                     | Vicente de Moctezuma Nieto de Silva y Guzmán               | 1736-1752              |
| VII                    | María Manuela de Moctezuma Pacheco Nieto de Silva y Guzmán | 1752-1787              |
| VIII                   | Francisco-Ventura de Orense y Moctezuma                    | 1787-1789              |
| IX                     | Manuel Vicente de Aguilera y Moctezuma                     | 1789-1798              |
| X                      | Manuel-Isidro de Aguilera Moctezuma-Pacheco y Galarza      | 1798-1802              |
| XI                     | Francisco de Aguilera y Contreras                          | 1802-¿?                |
| XII                    | Manuel de Aguilera y de Contreras                          | ¿?-1803                |
| XIII                   | Fernando de Aguilera y Contreras                           | 1803-1838              |
| XIV                    | José de Aguilera y Contreras                               | 1838-¿?                |
| XV                     | Francisco de Asís de Aguilera y Becerril                   | ¿?-1867                |
| XVI                    | Enrique de Aguilera y Gamboa                               | 1869-1922              |
| XVII                   | Fernando de Aguilera y Narváez                             | 1994-2017              |
| XVIII                  | Fernando de Aguilera y Cavero                              | 2017-actual titular    |

## Historia de los condes de Villalobos
- Juan Antonio Pacheco Osorio (m. Madrid, 28 de julio de 1680),[4] I conde de Villalobos,[5][6] IV marqués de Cerralbo, menino del rey, caballero de la Orden de Calatrava, capitán general y virrey de Cataluña,[7] Consejero de Estado y Oidor del Consejo Real y Supremo de las Indias.[8] Era hijo de Rodrigo Pacheco y Osorio, III marqués de Cerralbo, y de Francisca de la Cueva y Córdoba, hija de Beltrán de la Cueva, IV duque de Alburquerque, y de su primera esposa, Isabel de la Cueva.[9]

Casó con Juana Fajardo y Manrique, II marquesa de San Leonardo, con quien tuvo dos hijos, Pedro y Francisca de Paula Pacheco, ambos fallecidos en la infancia. Le sucedió en ambos títulos su prima hermana:
- Leonor de Velasco y la Cueva (m. 1689), II condesa de Villalobos, V marquesa de Cerralbo y XI condesa de Siruela,[11] hija de Gabriel de la Cueva y Porras, VII conde de Siruela, y de su esposa Victoria Pacheco y Colonna.[11] Falleció sin descendiencia. Cedió el condado a:[7]

- Fernando Nieto de Silva Pacheco y Ruiz de Contreras (m. 14 de agosto de 1695),[4][12] III conde de Villalobos y VI marqués de Cerralbo.[4] Era hijo de Luis Nieto de Silva, I conde de Alba de Yeltes, y de María Magdalena Ruiz de Contreras.[12]

Contrajo matrimonio con María de Guzmán y Toledo. Le sucedió su hijo:
- José Nieto de Silva y Guzmán, IV conde de Villalobos y VII marqués de Cerralbo.[12]

Casó en 1706 con Juana de Mendoza e Hijar, sin descendencia.  Le sucedió su hermana:
- Isabel María Nieto de Silva Pacheco y Guzmán o Isabel Nieto de Silva Pacheco y Guzmán o Isabel Nieto de Silva y Guzmán (Salamanca, 1690-19 de agosto de 1736),[4] V condesa de Villalobos, IX marquesa de Flores Dávila, VIII marquesa de Cerralbo, en sucesión de su hermano,[12] y IV condesa de Alba de Yeltes.

Contrajo matrimonio en 1707 con Francisco de Moctezuma Torres Carvajal y Monroy, de Moctezuma Torres y Carvajal o de Moctezuma y Torres (baut. Cáceres, 28 de agosto de 1691). Le sucedió su hijo:
- Vicente de Moctezuma Nieto de Silva y Guzmán (m. Madrid, 19 de mayo de 1752),[16][13] VI conde de Villalobos, IX marqués de Cerralbo,[4] V conde de Alba de Yeltes, IV marqués de Almarza, X marqués de Flores Dávila y vizconde de San Miguel.[12]

Casó con Antonia de Vera Quiñones, hija de Diego Manuel de Vera Fajardo y Varona, IX marqués de Espinardo, y Antonia María de Cáceres Quiñones. Sin descendencia, le sucedió su hermana:
- María Manuela de Moctezuma Pacheco Nieto de Silva y Guzmán (c. 1722-Salamanca, 6 de junio de 1787), VII condesa de Villalobos,[13]  X marquesa de Cerralbo, grande de España, V marquesa de Almarza, XI marquesa de Flores Dávila y V condesa de Alba de Yeltes.[13][18]

Casó en Salamanca el 12 de septiembre de 1731 con su primo hermano, Francisco-Ventura de Orense de Moctezuma del Castillo y Guzmán, IV vizconde de Amaya, hijo de Juan Manuel Orense Moctezuma, III vizconde de Amaya, y de María Isabel de Moctezuma, I marquesa de la Liseda.  Le sucedió el único hijo nacido de su matrimonio:
- Francisco Ventura de Orense y Moctezuma (Salamanca, 1748-ibid. 24 de marzo de 1789),[19][20][21] VIII conde de Villalobos, XI marqués de Cerralbo, grande de España, VI marqués de Almarza, V X marqués de Flores Dávila, V conde de Alba de Yeltes[21] y vizconde de Amaya.[18][13]

Contrajo matrimonio el 4 de octubre de 1774 con María Luisa de la Cerda y Cernesio, sin descendencia.  Le sucedió su primo hermano, hijo de su tía, Ana María Moctezuma Nieto de Silva y de su esposo Tomás Alejandro de Aguilera y Orense, III conde de Casasola del Campo.
- Manuel Vicente de Aguilera y Moctezuma (Salamanca, 2 de junio de 1741-Navalcarnero, 1 de diciembre de 1798),[23] IX conde de Villalobos,[24] XII marqués de Cerralbo, grande de España, IV conde de Casasola del Campo, VII marqués de Almarza, XII marqués de Flores Dávila, VI conde de Alba de Yeltes y caballero de la Orden de Carlos III.[22][13]

Contrajo matrimonio, el 2 de febrero de 1760 en Madrid, con María Cayetana de Galarza y Brizuela (Madrid, 18 de diciembre de 1741-Madrid, 18 de abril de 1806), VI condesa de Peñalva. VII condesa de Foncalada, condesa de Fuenrubia, III condesa de la Oliva de Gaytán, dama de la Orden de las Damas Nobles de la Reina María Luisa y académica de la Real Academia Latina Matritense. Era hija de Francisco Fernando José de Galarza y Suárez de Toledo, III conde la Oliva de Gaytán, y de María Manuela de Brizuela y Osorio Velasco y Guadalfajara, condesa Fuenrubia. Le sucedió su hijo:
- Manuel Isidoro de Aguilera Moctezuma-Pacheco y Galarza (Talavera de la Reina, 2 de enero de 1762-Valencia, 3 de diciembre de 1802), X conde de Villalobos,[24] XIII marqués de Cerralbo, grande de España,[26] VIII marqués de Almarza, XIII marqués de Flores Dávila,[24] VII conde de Alba de Yeltes,[24] V conde de Casasola del Campo, VIII conde de Foncalada, conde de Fuenrubia,[27]  VII conde de Peñalva y sumiller de corps del futuro rey Fernando VII.[23]

Casó, el 22 de abril de 1780 en Madrid, con María Josefa Joaquina Ruiz de Contreras y Vargas Machuca, VII condesa de Alcudia, grande de España, y VI marquesa de Campo Fuerte Le sucedió su hijo:
- Francisco de Aguilera y Contreras, XI conde de Villalobos.

Fallecido sin descendencia antes que su padre. Le sucedió su hermano:
- Manuel de Aguilera y de Contreras (m. 27 de junio de 1803), XII conde de Villalobos,[29] XIV marqués de Cerralbo, IX marqués de Almarza, VI conde de Casasola del Campo y de Alba de Yeltes. Falleció soltero el 27 de junio de 1802 en vida de su madre y no llegó a heredar los condados de Fuenrubia, de Oliva de Gaytan o el de Alcudia.[27] Le sucedió su hermano:

- Fernando de Aguilera y Contreras (Madrid, 20 de agosto de 1784-ibíd. 2 de mayo de 1838), XIII conde de Villalobos,[29] VII conde de Fuenrubia, XV marqués de Cerralbo, X marqués de Almarza, XIV marqués de Flores Dávila, V conde de Casasola del Campo, VIII conde de Alba de Yeltes, de Peñalba, V conde de la Oliva de Gaytán, X conde de Foncalada, grande de España, embajador extraordinario en Sajonia (1819), presidente del Consejo de las Órdenes Militares, caballero de la Orden del Toisón de Oro, de la Orden de Alcántara, Gran Cruz de Carlos III, prócer del Reino.

Casó el 26 de diciembre de 1807, en Madrid, con María de las Angustias Fernández de Córdoba y Pacheco, hija de Manuel Antonio Fernández de Córdoba y Pimentel, VIII marqués de Mancera, grande de España de primera clase, marqués de Malpica, de marqués de Montalbo, y de Povar, y de María Teresa del Carmen Pacheco y Fernández de Velasco, V duquesa de Arión, grande de España. Sin descendencia. Le sucedió su hermano:
- José de Aguilera y Contreras (Madrid, 23 de septiembre de 1787-ibíd. 25 de diciembre de 1872), XIV conde de Villalobos,[29] IX conde de Fuenrubia, XVI marqués de Cerralbo, IX conde de Alcudia, dos veces grande de España, XI marqués de Almarza, XV marqués Flores Dávila,  VIII marqués de Campo Fuerte, VI conde de Casasola del Campo, IX conde de Alba de Yeltes, de Peñalba, VI conde de la Oliva de Gaytán y XI conde de Foncalada y Gentilhombre de cámara con ejercicio.[30]

Contrajo matrimonio en Córdoba el 11 de abril de 1815 con Francisca Valentina Becerril e Hinojosa. La descendencia de este matrimonio heredó todos los títulos excepto el condado de Fuenrubia. Le sucedió su hijo:
- Francisco de Asís de Aguilera y Becerril (Madrid, 27 de enero de 1817-ibid. 1 de julio de 1867),[32] XV conde de Villalobos.[29] Falleció en vida de su padre.[33]

Casó en Madrid el 8 de febrero de 1842 con Luisa de Gamboa y López.  le sucedió su hijo:
- Enrique de Aguilera y Gamboa (Madrid, 8 de julio de 1845-27 de agosto de 1922), XVI conde de Villalobos[29] por Real Carta de sucesión del 27 de abril de 1869.[34] XVII marqués de Cerralbo desde 1875,[34] X conde de Alcudia, dos veces grande de España, XII marqués de Almarza, IX marqués de Campo Fuerte, y de Flores Dávila y XII conde de Foncalada.[29]  Fue maestrante de Granada, diputado a Cortes por Ledesma en 1872 y senador del Reino por derecho propio en 1885, académico de número de las Reales Academias Española de la Lengua y de La Historia y destacado Carlista.[33][35] Fundó el Museo Cerralbo en Madrid.[36]

Casó en Madrid el 25 de agosto de 1871 con María Inocencia Serrano y Cerver, viuda de Antonio del Valle Angelín, ministro de Hacienda en 1840, y padres de Antonio María del Valle y Serrano, I marqués de Villa-Huerta. Sin descendencia, le sucedió.
- Fernando de Aguilera y Narváez (n. Madrid, 1 de enero de 1952), XVII conde de Villalobos, título que rehabilitó en 1994,[37][38] XV marqués de Almarza,[39] XX marqués de Cerralbo y VII marqués de Cúllar de Baza.[40]

Casó en primeras nupcias con María Luisa Tovar y Gallego y en segundas en Madrid en 18 de mayo de 2002 con Dolores Cavero y Martínez de Campos, hija de Íñigo Cavero, barón de Carondelet, y de su esposa Belén Martínez de Campos y Carulla. Cedió el título a su hijo:
- Fernando de Aguilera y Cavero, XVIII y actual conde de Villalobos desde 2017.[43]